# Guillaume Budé
Guilliaume Budé, född 26 januari 1467 i Paris, död 22 augusti 1540 där, var en fransk vetenskapsman. Han var författare till L'Institution du Prince.
Budé var framstående som matematiker, naturvetenskapsman och rättslärd, men i synnerhet som grecist. Hans Commentarii linguæ græcæ (1529) blev banbrytande i studiet av grekiskan. Budé, som var kunglig bibliotekarie, gav Frans I idén att grunda Collège de France och samlade i Fontainebleau ett bibliotek, som blev grunden till Bibliothèque nationale. Till Budés minne instiftades L'Association Guilliaume Budé.
Asteroiden 10354 Guillaumebudé är uppkallad efter honom.